# علاقات بين الأشخاص
العلاقات بين الأشخاص هي العلاقات بين شخصين أو أكثر تبدأ من علاقة عابرة[محل شك] وحتى العلاقات الدائمة. وقد تبنى هذه العلاقة على الاستدلال أو الحب أو التضامن الاجتماعي أو تفاعلات العمل المعتادة أو أي أنواع أخرى من العلاقات الاجتماعية. وتتشكل العلاقات بين الأشخاص في سياق المؤثرات الاجتماعية والثقافية وغيرها. وقد يتفاوت السياق بدءًا من علاقات الأسرة أو ذوي القربى إلى علاقات الصداقة والزواج والعلاقات مع الزملاء في العمل والنوادي والحي السكني وأماكن العبادة. يمكن تنظيم هذه العلاقات من خلال القانون أو العرف أو من خلال اتفاقية متبادلة وهي تعد أساس المجموعات الاجتماعية والمجتمع ككل.

## أنواع العلاقات
عادة ما ينظر إلى العلاقة على أنها اتصال بين أفراد، مثل العلاقة الرومانسية أو العلاقة الحميمة أو علاقة الطفل بالوالدين. ويمكن للأفراد أيضًا بناء علاقات مع مجموعات من الأشخاص، مثل العلاقة بين القس ورعيته أو بين العم والأسرة أو بين رئيس البلدية والمدينة. وفي النهاية قد تبني المجموعات أو حتى الأمم علاقات مع بعضها، على الرغم من أن هذا مجال أوسع بكثير من الموضوع الذي يغطي العلاقات بين الأشخاص. (للحصول على مزيد من المعلومات حول العلاقات بين المجموعات راجع مقالات مثل العلاقات الدولية) بينما يركز معظم الباحثين في العلاقات على العلاقات الفرعية الصغيرة بين الأشخاص بما في ذلك شركاء الرومانسية أو الزوجان.
وعادة ما تشتمل العلاقات بين الأشخاص على الاعتماد المتبادل. ويميل الأشخاص في حالة بناء العلاقات إلى أن يؤثروا في بعضهم، وتبادل أفكارهم ومشاعرهم والمشاركة في الأنشطة مع بعضهم. وبسبب هذا الترابط، فإن معظم الأشياء التي تتغير أو تؤثر في أحد طرفي العلاقة سيكون لها قدر معين من التأثير في الطرف الآخر.

## مجال الدراسة
يحتوي مجال دراسة العلاقات بين الأشخاص على فروع عدة لـالعلوم الاجتماعية بما في ذلك تخصصات مثل علم الاجتماع وعلم النفس وعلم الإنسان والخدمة الاجتماعية. وتطورت الدراسة العلمية لموضوع العلاقات في أثناء تسعينيات القرن الماضي حتى أصبح يُشار إليها باسم «علم العلاقات»، التي يميز نفسه عن الدليل القصصي أو أشباه الخبراء عن طريق بناء الاستنتاجات على البيانات وتحليلها بصورة موضوعية. وتعد الروابط بين الأشخاص أيضًا أحد محاور علم الاجتماع الرياضي.

## تطور المجال
العلاقات بين الأشخاص هي أنظمة حيوية تتغير باستمرار أثناء وجودها. تشبه العلاقات الكائنات الحية، إذ أن لها بداية وعمرًا زمنيًا وأيضًا نهاية. تنمو هذه العلاقات وتتحسن تدريجيًا، ففي البداية يتعرف الأشخاص على بعضهم ثم إما أن تصبح العلاقة أكثر دفئًا أو تتدهور حتى تنتهي ثم يمضي كل طرف في حياته لتكوين علاقات جديدة مع آخرين. طرح العالم النفسي جورج ليفينجر (George Levinger) أحد النماذج الأكثر تأثيرًا لنمو العلاقات. وتم صياغة هذا النموذج لوصف العلاقات الرومانسية للبالغين من جنسين مختلفين، ولكن تم تطبيقه على أنواع أخرى من العلاقات بين الأشخاص أيضًا. ووفقًا لهذا النموذج، فإن التطور الطبيعي للعلاقة يسري في خمس مراحل:
1. التعارف - والذي يعتمد على علاقات سابقة والقرب البدني والانطباعات الأولى ومجموعة عوامل أخرى. إذا بدأ شخصان يحب كل منهما الآخر، فقد تؤدي التفاعلات المستمرة إلى المرحلة التالية، ولكن التعارف يمكن أن يستمر إلى ما لا نهاية.
2. البناء - أثناء هذه المرحلة يبدأ الأشخاص في أن يثق ويرعى كل منهما الآخر. وهناك عوامل ستؤثر على ما إذا كانت العلاقة ستستمر أم لا؛ مثل الحاجة إلى الصداقة الحميمة والتوافق وعوامل التصفية مثل الخلفية المشتركة والأهداف.
3. الاستمرار - تأتي هذه المرحلة عقب التزامات متبادلة لصداقة طويلة المدى أو علاقة رومانسية أو زواج. وعادة ما تطول هذه الفترة وتتسم بالاستقرار النسبي. وعلى أية حال فإن النمو المستمر للعلاقة وتطورها سيحدث في أثناء هذه الفترة. الثقة المتبادلة أمر ضروري للحفاظ على العلاقة.
4. التدهور - ليس حتميًا أن تمر جميع العلاقات بهذه المرحلة، ولكن العلاقات التي تتدهور تبدو عليها سمات المشاكل مسبقًا. قد يحدث نوع من الملل أو الاستياء أو عدم الرضا وحيئذ يضعف التواصل ولا يحدث الكشف عن الذات. وقد يحدث نوع من فقدان في الثقة أو حالات الخيانة كاستمرار لتدهور العلاقة وفي النهاية تنتهي هذه العلاقة. (أو قد يجد بعض الأطراف طريقة لحل المشاكل وإعادة توطيد الثقة).
5. الإنهاء - تمثل المرحلة الأخيرة انتهاء العلاقة، إما بالانقضاء في حالة العلاقة السليمة أو بالانفصال.

قد تشتمل علاقات الصداقة على بعض درجات التَعَدّي. وبمعنى آخر، قد يصبح الشخص صديقًا لصديق صديقه الحالي. ومع ذلك، إذا كان هناك شخصان تربطهم علاقة جنسية مع الشخص ذاته، فقد يصبحون متنافسين بدلاً من صديقين. ووفقًا لذلك، فقد تنهار الصداقة بسبب السلوك الجنسي مع الشريك الجنسي لصديق (انظر مثلث الحب). بينما تميل الأنشطة الجنسية بين صديقين إلى تغيير تلك العلاقة، إما بـ«الانتقال إلى المرحلة القادمة» أو إنهاء العلاقة.

## العلاقات المزدهرة
يستخدم علماء النفس مصطلح «العلاقات المزدهرة» لوصف العلاقات بين الأشخاص التي ليست سعيدة فحسب وإنما تتسم بـالعلاقة الحميمة والنمو والمرونة. وتسمح العلاقات المزدهرة أيضًا بالتوازن الحيوي بين التركيز على العلاقات الحميمية والتركيز على العلاقات الاجتماعية الأخرى.

### خلفية عامة
في حين ركز علماء النفس التقليديون المتخصصون في العلاقات الوثيقة على الخلل في العلاقة، يشير علم النفس الإيجابي إلى أن صحة العلاقة ليس معناها مجرد غياب الخلل في العلاقة. تُبنى العلاقات السليمة على أساس من الارتباط الآمن ويتم الحفاظ عليها بالحب وسلوكيات العلاقة الإيجابية الهادفة. إضافة إلى إمكانية «ازدهار» العلاقة السليمة. يبحث علماء النفس الإيجابيون عن أسباب ازدهار العلاقات القائمة وما المهارات التي يمكن أن يكتسبها أطراف العلاقة لتعزيز العلاقات الحالية والمستقبلية. ويفترض نهج المهارات الاجتماعية أن الأفراد يختلفون في مستوى
مهارات الاتصال الشخصي التي تؤثر في علاقاتهم. العلاقات
التي يمتلك فيها الأطراف مهارات اتصال ذات صلة ويباشرونها تكون أكثر إرضاءً
واستقرارًا من العلاقات التي يفتقد أطرافها لمهارات الاتصال المناسبة.

#### ارتباط الكبار ونظرية الارتباط
تُبنى العلاقات السليمة على أساس من الارتباطات الآمنة. تمثل نماذج ارتباط الكبار مجموعة من التوقعات والميول الداخلية بشأن العلاقات الحميمة التي توجه السلوك. ارتباط الكبار الآمن، الذي يتسم بقلة التجنب والقلق، له مزايا عديدة. وفي سياق الحديث عن الارتباطات الآمنة والسليمة، يمكن للأشخاص تحقيق أفضل مستوى من العلاقات المزدهرة والآمنة. وهذا يرجع إلى أن السلوكيات الاجتماعية التي تعزز مشاعر الارتباط تحفز أيضًا فرز الناقلات العصبية مثل الأوكسيتوسين والإندورفين التي تخفف الضغط وتبعث مشاعر الاطمئنان. ويمكن استخدام نظرية الارتباط كوسيلة لتفسير العلاقات بين الكبار.

#### الحب
تعطي القدرة على الحب عمقًا للعلاقات البشرية، وتقرب الأشخاص من بعضهم جسديًا وعاطفيًا، مما يجعلهم يفكرون مليًا في أنفسهم والعالم من حولهم. أثبت العالم النفسي روبرت ستيرنبيرغ (Robert Sternberg) في نظرية مثلث الحب أن الحب خليط من ثلاثة مكونات: بعض (1) العاطفة أو الانجذاب الجسدي؛ (2) العلاقة الحميمة أو مشاعر المودة، و (3) الترابط، بما في ذلك قرار البدء في هذه العلاقة والمحافظة عليها. ويمثل وجود المكونات الثلاثة الحب المتكامل؛ الذي يعد أقوى أنواع الحب. إضافة إلى أن وجود العلاقة الحميمة والعاطفة في العلاقات الزوجية ينبئ بوجود حالة من الرضا والتوافق بين الزوجين. يعد التوافق أيضًا أفضل مؤشر على الرضا في العلاقة، لا سيما في العلاقات طويلة المدى. وتشتمل النتائج الإيجابية للوقوع في الحب على زيادة التقدير الذاتي والشعور بـالكفاءة الذاتية.

### النظريات والأبحاث التجريبية

#### الكونفوشيوسية
إن الكونفوشيوسية هي دراسة ونظرية حول العلاقات لا سيما في إطار التسلسل الهرمي. التسلسل الهرمي الاجتماعي - الهدف الرئيس للكونفشيوسية - ينشأ جزئيًا من أن كل فرد يعرف مكانه في الترتيب الاجتماعي، ويقوم بدوره على نحو جيد في هذا المجتمع. وتنشأ واجبات معينة من موقف كل شخص في علاقته مع الآخرين. يجد الفرد نفسه في الوقت ذاته منخرطًا في عدة علاقات مختلفة مع أشخاص مختلفين: كصغير في علاقة مع الآباء والشيوخ، وككبير في علاقته مع إخوته والطلاب الصغار وآخرين. ويعد الصغار في الكونفشيوسية مدينين للكبار بالتبجيل والكبار عليهم برهم ورعايتهم. ويعد التركيز على مبدأ التبادلية هو السائد في ثقافات شرق آسيا حتى يومنا هذا.

#### علاقات الإدراك
توضح نظرية إدراك العلاقات كيفية تعزيز القربى في العلاقات. الإدراك هو «عملية المعرفة المتبادلة التي تتضمن الأفكار والمشاعر والسلوكيات المستمرة والتفاعلية في علاقة الشخص بغيره». ويشتمل «الإدراك» على خمسة مكونات:
1. المعرفة والتعرف: السعي لفهم الشريك
2. بناء علاقة-تعزيز السمات السلوكية: إعطاء فائدة الشك
3. القبول والاحترام: التعاطف والمهارت الاجتماعية
4. الحفاظ على المعاملة بالمثل: المشاركة الفعالة في تعزيز العلاقة
5. الاستمرار في الإدراك: الإصرار على الاهتمام

#### ثقافة التقدير
بعد إجراء دراسة على مجموعة من الأزواج لعدة سنوات، طرح العالم النفسي جون جوتمان (John Gottman) نظرية «المعدل السحري» للزيجات الناجحة. تشترط النظرية لنجاح الزواج أن يكون الزوجان في متوسط خمسة تفاعلات إيجابية إلى تفاعل سلبي واحد. وإذا انتقل المعدل إلى 1:1، أصبح الطلاق أكثر احتمالاً. وتشتمل التفاعلات بين الأشخاص المقترنة بعلاقات سلبية على النقد والتحقير والحيل النفسية واحتكار الكلام. وبمرور الوقت يهدف العلاج إلى تحويل الإستراتيجيات بين الأشخاص إلى أخرى أكثر إيجابية، والتي تشتمل على الشكوى والتقدير وقبول المسؤولية والتهدئة الذاتية. وبالمثل، قد يُدخل أطراف العلاقات الشخصية مكونات إيجابية إلى المواضيع الصعبة لتجنب الانفصال العاطفي.

#### الاستفادة من الأحداث الإيجابية
قد يستفيد الأشخاص من الأحداث الإيجابية في سياق العلاقات الشخصية للعمل تجاه ازدهار العلاقات. وعادة ما يرجع الأشخاص إلى آخرين لمشاركتهم أخبارهم الجيدة (تسمى «الاستفادة»). أظهرت الدراسات أن كلاً من إخبار الغير بالأحداث الجيدة واستجابة الشخص الذي شاركك الأحداث له توابع شخصية ويؤثر في العلاقة بين الأشخاص، بما في ذلك زيادة العواطف الإيجابية والرفاهية الشخصية واحترام الذات وتعزيز مزايا العلاقة التي تتضمن العلاقة الحميمة والالتزام والثقة والارتباط والقربى والاستقرار. وأثبتت الدراسات أيضًا أن الاشتراك في الأحداث الإيجابية ارتبط بزيادة التأثير الإيجابي والشعور بالرفاهية (بعيدًا عن أثر الحدث الإيجابي ذاته). بينما أفادت دراسات أخرى أن العلاقات التي استجاب أطرافها إلى الاتصالات التي تحمل «أنباء جيدة» قد شهدت ارتفاع العلاقة الطيبة.

### وجهات نظر أخرى

#### البيولوجيا العصبية للاتصالات بين الأشخاص
يوجد هيئة منبثقة لإجراء البحوث في مختلف التخصصات لفحص الأساس البيولوجي العصبي للارتباط والعواطف والسلوكيات الاجتماعية التي تعد الشروط الأساسية لعلاقات الكبار السليمة. تؤثر البيئة الاجتماعية، من خلال الارتباط، على نضج مخ الطفل. وقد يوضح هذا كيفية تأثير ارتباط الطفل بالصحة العاطفية للكبار. ويتحقق الباحثون في الوقت الحالي حول الصلة بين علاقات رعاية الطفل الإيجابية وتطور نظم الهرمونات مثل محور HPA.

### الاستعمالات والتطبيقات
يضع الباحثون نهجًا لعلاج الأزواج بحيث ينقل هذا النهج الأطراف من نماذج الخلاف المتكرر إلى نماذج أكثر إيجابية وتبادلات مريحة. تتضمن أهداف العلاج تطوير المهارات الاجتماعية والشخصية. الإعراب عن الامتنان والتقدير للشريك هو الوسيلة الأساسية لبناء علاقة إيجابية. وتؤكد أيضًا المشورة الزوجية الإيجابية على الإدراك. قد تشكل الدراسات الأخرى لـ«العلاقات المزدهرة مستقبل المشورة قبل الزواج وبعده أيضًا».

### الاختلافات
ينتقد بعض الباحثين علم النفس الإيجابي لدراسته للعمليات الإيجابية بمعزل عن العمليات السلبية.[بحاجة لمصدر] ويشير علماء النفس الإيجابي إلى أن العمليات الإيجابية والسلبية في العلاقات قد تكون مفهومة أكثر على أنها مستقلة وظيفيًا، وليست أضدادًا لبعضها.